# Randy Edmonds
Randy William Edmonds (* 17. April 1963 in North Bay, Ontario) ist ein ehemaliger kanadischer Eishockeyspieler (Stürmer) und heutiger -trainer.

## Karriere
Randy Edmonds begann seine Karriere als Eishockeyspieler in der Mannschaft der Concordia University, für die er von 1982 bis 1985 in der Canadian Interuniversity Athletics Union aktiv war. Von 1988 bis 1990 spielte er für den Olofströms IK in der Division 2, der damals noch dritten schwedischen Eishockeyliga, ehe er ebenfalls zwei Jahre beim Team Boro in der Division 1 verbrachte. Zur Saison 1992/93 kehrte er zum Olofströms IK in die Division 2 zurück, wo er anschließend seine aktive Karriere beendete.
Von 1993 bis 1995 war Edmonds für den Västerås IK in der Elitserien als Cheftrainer tätig. Anschließend verbrachte er in selbiger Funktion zwei Jahre beim Mora IK in der zweitklassigen Division 1, ehe er in der Saison 1998/99 als Hauptverantwortlicher beim Elitserien-Teilnehmer HV71 Jönköping hinter der Bande stand. Während der folgenden Spielzeit betreute der Kanadier die neu gegründeten Nikkō Ice Bucks aus der Japan Ice Hockey League. In der Folgezeit kehrte er nach Schweden zurück, wo er von 2001 bis 2003 für den IF Björklöven in der HockeyAllsvenskan arbeitete, sowie in der Saison 2003/04 als Co-Cheftrainer beim Leksands IF in der Elitserien.
Zur Saison 2005/06 übernahm Edmonds den Cheftrainerposten bei den Augsburger Panthern aus der Deutschen Eishockey Liga. Dort wurde er bereits im November 2005 wieder entlassen und durch Duanne Moeser ersetzt. Im Oktober 2008 ersetzte er Mike Posma als Trainer des slowenischen Spitzenclubs HDD Olimpija Ljubljana, verließ diesen am Saisonende jedoch bereits wieder.